# Pouzdřanská step - Kolby
Pouzdřanská step - Kolby este o arie protejată (arie specială de conservare — SAC, sit de importanță comunitară — SCI) din Republica Cehă întinsă pe o suprafață de 177,42 ha, integral pe uscat.

## Localizare
Centrul sitului Pouzdřanská step - Kolby este situat la coordonatele 48°56′51″N 16°38′23″E / 48.9475°N 16.639722°E.

## Înființare
Situl Pouzdřanská step - Kolby a fost declarat sit de importanță comunitară în aprilie 2005 pentru a proteja 2 specii de plante și 3 specii de animale. Situl a fost protejat și ca arie specială de conservare în aprilie 2017.

## Biodiversitate
Situată în ecoregiunea panonică, aria protejată conține 4 habitate naturale: Pajiști uscate seminaturale și facies de acoperire cu tufișuri pe substraturi calcaroase (Festuco-Brometalia) (* situri importante pentru orhidee), Pajiști stepice panonice pe loess, Păduri stepice euro-siberiene cu Quercus spp., Păduri panonice cu Quercus petraea și Carpinus betulus.
La baza desemnării sitului se află mai multe specii protejate:
- plante (2): Artemisia pancicii, târtan (Crambe tataria)
- nevertebrate (3): Carabus hungaricus, Euplagia quadripunctaria, rădașcă (Lucanus cervus)